# József Samassa
József Samassa (né le 30 septembre 1828 à Aranyosmarót, aujourd'hui en Slovaquie, mais alors en Hongrie et mort le 20 août 1912 à Eger), est un cardinal hongrois de l'Église catholique du début du XXe siècle, créé par le pape Pie X.

## Biographie
József Samassa est professeur ordinaire d'études bibliques du Nouveau Testament à l'université de Pest de 1861 à 1867. Il est membre du parlement hongrois, conseiller du ministre des Cultes et l'Enseignement public, abbé de Sainte-Hélène de Dunaföldvár (1869), chanoine à la cathédrale d'Esztergom en 1870-1871. Il fait partie du parti Deák.
Samassa est élu évêque de Szepes en 1871 et est promu à l'archidiocèse d'Eger en 1873. Le pape Pie X le crée cardinal lors du consistoire du 11 décembre 1905.